# Endraum
Endraum è un progetto musicale fondato nel 1989 da Hovi Miskovics e Roman Rütten a Francoforte sul Meno. Insieme a gruppi come Goethes Erben e Das Ich, sono considerati dalla stampa specializzata come co-creatori di una nuova fase della Darkwave in Germania alla fine degli anni '80 e come parte di un movimento che allora si chiamava Neue Deutsche Todeskunste. A metà degli anni '90, il suo stile cambia sempre più dal suo originale orientamento neoclassico verso ambient elettronica.

## Sfondo
Il gruppo è emerso dalla band precedente Crux Ansata, che ha pubblicato un album in modo indipendente nel 1989.
Sebbene le radici di Endraum risiedano nell’ambiente post-punk e Darkwave, orientato alla chitarra degli anni ’80 e con band come Joy Division, la musica, di cui Roman Rütten era principalmente responsabile, era principalmente elettronica fin dall’inizio.
Attraverso l’attenzione ai dettagli e la complessità delle sue composizioni, nonché l’uso frequente di voci dal suono naturale di pianoforte o archi, Endraum cerca di creare un suono complessivo molto “organico”. A ciò si aggiungono le poesie in lingua tedesca parlate per lo più in modo calmo e concentrato di Hevi Miskovics, che hanno attirato l’attenzione attraverso giochi di parole e riferimenti al Surrealismo. Miskovics provvede anche all’aspetto visivo degli Endraum con le immagini, che in parte ricordano il Surrealismo e in parte il Cubismo, principalmente attraverso la progettazione delle copertine del CD. Inoltre, numerosi musicisti ospiti sono stati coinvolti in diversi album, come Laura Carleton dei Sea of Tranquility o Yvon Million e Dominique Oudiou della band francese Coldwave Neutral Project.
Endraum spiega il nome del progetto: 
"Endraum rappresentava un'idea che cercava di risalire a tutto alla sua origine, al sentimento più intimo. Una stanza alla fine che non rivela mai la sua uscita. Riguarda lo spazio interiore nell'essere umano stesso: proviamo a rappresentare l'inconscio. È l'elaborazione di sogni, musica e pittura."
Contrariamente ai Goethes Erben o Das Ich, la grande svolta (commerciale) degli Endraum fallì in quel momento. I concerti si svolgono relativamente raramente, ma in tutto il mondo (Germania, Italia, Russia, Grecia, Polonia, Belgio), occasionalmente con un bassista come musicista ospite. A differenza di molte delle band elettroniche, gli Endraum suonano completamente dal vivo. Solo i ritmi provenivano frequentemente dal DAT.
Endraum ha prodotto una colonna sonora appositamente per il documentario in due parti dell'ARD “Hitler's Deputy - Rise and Fall of Rudolf Hess” (prima trasmissione il 18 maggio 2005). Seguirono altre produzioni musicali per la televisione tedesca (serata a tema "Zug um Zug" sull'arte, trasmessa per la prima volta il 31 maggio 2005; "Il giorno in cui ho sentito il mio cuore battere" di Hessischer Rundfunk, prima trasmissione il 4 luglio 2005).
Dopo che i primi album furono pubblicati con l’etichetta Danse Macabre, Endraum fondò la propria etichetta Weisser Herbst Produktion nel 1994, con cui sono apparsi tutti gli altri album regolari del gruppo.
L'etichetta è ora una sotto-etichetta del Trisol Music Group ed è stata rilasciata anche per altre band come The Frozen Autumn, End of Orgy e Sea of Tranquility.

## Discografia
- Phantastisch Zwecklos (1991, 1998)
- Sehnsucht (1991, 1998)
- Der Rosengarten (1992)

## CD per i Fan Club
Endraum mantiene uno stretto contatto con i propri follower tramite una mailing list e li ha regolarmente invitati alle riunioni del fan club a Francoforte negli ultimi anni. I presenti hanno avuto l'opportunità di ricevere questi CD in brevi tirature speciali di 10-20 copie, in cui il materiale è in gran parte inedito.
- Weimar 99 (2000)
- Der Leanderkern (2000)
- Crux Ansata – I Feel the Atmosphere (2001)
- Herzklang (2001, versione acustica dell'album Herzklang spiegelt am Strassenrand)
- Eine Nacht im Traumstaub (2002)
- Es ist ein Augenblick (2003)
- Filmmusik 2005 (2005)